# Attaque des navires de la marine birmane sur la Kaladan
L'attaque des navires de la marine birmane sur la Kaladan survient le 8 février 2024 lorsque l'Armée d'Arakan attaque trois navires de la marine birmane naviguant sur la Kaladan, dans l'État de Rakhine, en Birmanie, lors de la guerre civile en cours. L'attaque fait entre 700 et 900 morts.

## Contexte
Le 13 novembre 2023, l'Armée d'Arakan lance l'offensive de Rakhine, durant laquelle elle capture la ville de Mrauk U le 8 février 2024. À la suite de la chute de cette ville, la junte birmane décide d'évacuer les militaires et leurs familles vers la capitale de l'État de Rakhine, Sittwe, où se situe son siège dans l'État.

## Attaque
Le 8 février 2024, des membres de l'Armée d'Arakan demandent à l'équipage des trois navires de la marine birmane de se rendre, utilisant des haut-parleurs et brandissant des drapeaux blancs. L'Armée d'Arakan larguent ensuite des bombes sur les bateaux à la suite de leur refus de se rendre, les coulant. Les membres de l'équipage ayant survécu tentent de rejoindre la rive à la nage mais ceux ayant refusé de se rendre sont victimes de tirs d'armes à feu de la part de l'Armée d'Arakan et d'attaque au couteau de la part de certains villageois. Les militaires et les membres de leurs familles ayant accepté de se rendre sont secourus et fait prisonniers de guerre conformément au droit international. Le bilan des victimes s'élève à entre 700 et 900 morts,,. 

## Conséquences
À la suite de l'attaque, l'armée birmane déploie quatre navires pour venir en aide aux membres des navires attaqués mais l'armée d'Arakan les attaque, les empêchant d'approcher la zone des naufrages. Il s'agit de la première défaite de la marine birmane depuis l'indépendance de la Birmanie.